# Maneg Tort
Maneg Tort (« Moufles tordues » en breton) est un groupe de fest-noz français, originaire de Landerneau, en Bretagne. Le groupe ne dure que deux ans, entre 2008 et 2010.

## Biographie
Le groupe est formé en 2008 à Landerneau, en Bretagne, par l'accordéoniste Baptiste Moalic, « qui bouscule les idées reçues de la musique bretonne », selon Le Télégramme. Le 9 juillet 2009, ils jouent à l'esplanade du Family de Landerneau, à 16 heures, pour un concert gratuit.
En 2010, ils jouent en concert solidaire à la suite du séisme en Haïti. Depuis 2010, le groupe ne donne plus signe d'activité que ce soit les réseaux sociaux ou sur scène. En 2011, Baptiste Moalic, de son côté, forme avec Tristan Jézéquel le groupe JMK. Baptiste Moalic est par ailleurs membre de Merzhin.

## Membres

### Derniers membres
- Tristan Jézéquel — bombardes, clarinette, biniou
- Camille Thomas — bombardes, tin whistle
- Brendan Dantec — basse
- Olivier « Ifig » Tandéo — guitare électrique, guitare folk
- Baptiste Moalic — accordéon, guitare électrique
- Maëlan Carquet — batterie, percussions, guitare folk

### Anciens membres
- Loïc Le Cam — batterie, percussions, guitare électrique, guitare folk (2008—2009)
- Julien Denis — Guitare électrique (jusqu'en juillet 2008)